# Восьмая битва при Изонцо
Восьмая битва при Изонцо (ит. Ottava battaglia dell'Isonzo) — наступление итальянской армии в районе Изонцо на Итальянском фронте Первой мировой войны, проводившееся 10 — 12 октября 1916 года.
К началу сражения линия фронта приблизилась на несколько километров к оборонительным сооружениям Триеста. Австрийцы, чтобы сузить фронт и разместить больше войск на новых рубежах, отступили на сотни метров, оставив район Гориции и отступив на новую линию, которая шла от Монте-Санто к морю, недалеко от холмов Эрмада. Наступление было одним из так называемых военных ударов, предпринятых генералом Кадорной с целью измотать австро-венгров с целью расширить плацдарм, созданный в Гориции в августе 1916 года во время Шестого сражения при Изонцо.

## Ход сражения
После разрушительной бомбардировки с воздуха итальянские войска пошли в атаку. К вечеру на Карсо итальянцам удалось местами обойти австрийские позиции на несколько сотен метров, затем солдаты были вынуждены остановиться под огнем противника. Вдоль реки Випава были захвачены участки линии фронта, однако дальнейшего продвижения не было.
11 октября итальянская и австрийская артиллерия одновременно начала яростный обстрел. К вечеру итальянцам удалось захватить некоторые участки вражеских траншей.
12 октября австрийцы предприняли ряд контратак, чтобы вернуть утраченные позиции, но каждый раз отбивались с большими потерями убитыми и пленными. Наступление закончилось безрезультатно. 

## Результаты
В сражении повторились старые проблемы итальянской армии: разрозненность атак, нехватка боеприпасов. Все пункты обороны остались в руках австро-венгерской армии. С 10 по 12 октября потери итальянцев составили около 24 500 человек, а австрийцев — 25 000 человек.